# 阿西斯
阿西斯是巴西圣保罗州的一个市镇。总面积461.705平方公里，总人口98715人，人口密度213.8人/平方公里。